# رائد النواطير
رائد عبد الرحمن علي النواطير (مواليد 5 مايو 1988 في عجلون-)، لاعب كرة قدم أردني دولي. يلعب حالياً مع الفيصلي.

## نشئته وبدايته الكروية
نشأ في عائلة متواضعة، والده رائد متقاعد في القوات المسلحة، كانت بدايته في عالم كرة القدم مع نادي عبين عبلين في سنة (2005-2004) في الدرجة الثانية، ثم انتقل إلى نادي كفرنجة و ثم انتقل إلى نادي الجزيرة ولعب معه لمدة موسم وبعدها انتقل الي نادي الأهلي الأردني ، ثم عاد إلى الجزيرة ولعب معه لسنة 2011 ثم انتقل إلى الفيصلي ولعب معه لمدة موسم ثم انتقل شباب الأردن ولعب معه موسم ثم عاد إلى الفيصلي.

## مع المنتخب الوطني
لعب في كأس العالم للناشئين لكرة القدم 2007 بكندا
ولعب في تصفيات كأس العالم لكرة القدم 2014 ونجح مع المنتخب في الوصول إلى الملحق العالمي قبل أن يخسر من الأوروغواي.

## روابط خارجية
- رائد النواطير على موقع قاعدة بيانات كرة القدم.إي يو (الإنجليزية)
- رائد النواطير على موقع ناشيونال فوتبول تيمز (الإنجليزية)
- رائد النواطير على موقع Soccerway.com (الإنجليزية)
- رائد النواطير على موقع كووورة